# Merrill Lynch
Merrill (ufficialmente Merrill Lynch, Pierce, Fenner & Smith Incorporated), precedentemente denominata Merrill Lynch, è una divisione americana di gestione degli investimenti e gestione patrimoniale della Bank of America. Insieme a BofA Securities, il braccio di investment banking, entrambe le società si impegnano in attività di prime brokerage e broker-dealer. L'azienda ha sede a New York City e un tempo occupava tutti i 34 piani di 250 Vesey Street, parte del complesso Brookfield Place a Manhattan. 
Prima del 2009, la società era di proprietà pubblica ed era quotata alla Borsa di New York. Merrill Lynch & Co. è stata acquisita dalla Bank of America il 14 settembre 2008, al culmine della crisi finanziaria del 2007-2008, lo stesso fine settimana in cui Lehman Brothers fu lasciata fallire. L'acquisizione è stata completata nel gennaio 2009 e Merrill Lynch & Co. Inc. è stata fusa nella Bank of America Corporation nell'ottobre 2018, con alcune filiali della Bank of America che continuano a portare il nome Merrill Lynch, incluso il broker-dealer Merrill Lynch, Pierce, Fenner e Smith. Nel 2019, Bank of America ha rinominato l'unità "Merrill".

## Storia
La Società fu fondata nel 1914 da Charles E. Merrill con sede al 7 di Wall Street a New York. Dopo pochi mesi entrò in società anche l'amico Edmund C. Lynch e nel 1915 la ragione sociale divenne Merrill, Lynch & Co..
Nei primi anni Merrill, Lynch & Co. infilò alcune operazioni fortunate: nel 1921 acquistò la Pathé Exchange, che poi divenne la RKO Pictures; nel 1926 fece l'investimento migliore comprando il pacchetto di controllo della Safeway e trasformando una piccola drogheria nella terza catena di drogherie degli Stati Uniti entro gli anni Trenta.

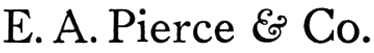
Il logo della E.A. Pierce

Nel 1930 Charles Merrill ristrutturò l'impresa, cedendo a E.A. Pierce il settore di intermediazione borsistica al dettaglio e si concentrò sull'attività di banca d'affari. Durante gli anni Trenta E.A. Pierce rimase la più grossa ditta di intermediazione di borsa e introdusse nel settore le macchine meccanografiche IBM. Inoltre, E.A. Pierce aveva la più estesa rete telegrafica privata degli Stati Uniti con più di 23.000 miglia di cavi, usati per inviare gli ordini di borsa.
Nonostante la posizione dominante sul mercato, E.A. Pierce era finanziariamente in difficoltà ed era poco capitalizzata. Dopo la morte di Edmund C. Lynch nel 1938, si arrivò, nel 1940 alla fusione fra la Merrill Lynch e la E.A. Pierce & Co. nonché la Cassatt & Co., un'altra ditta di intermediazione di borsa, con sede a Filadelfia per formare la Merrill Lynch, E. A. Pierce, and Cassatt.
Nel 1941 la società fu la prima di Wall Street a pubblicare una relazione fiscale annuale.

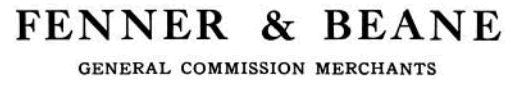
Logo della Fenner & Beane

Nel 1941 la Merrill Lynch, E. A. Pierce and Cassatt si fuse con la Fenner & Beane, una società di investimenti e di commercio in materie prime di New Orleans. Durante gli anni Trenta la Fenner & Beane era sistematicamente la seconda più grande società di intermediazione in strumenti finanziari degli Stati Uniti. La nuova società, chiamata Merrill Lynch, Pierce, Fenner & Beane, divenne perciò la prima ditta di intermediazione in titoli degli Stati Uniti.
Nel 1952 fu costituita la Merrill Lynch & Co. come holding del gruppo, in forma di società di capitali. La fusione rese l'impresa la più grande ditta di intermediazione di borsa del mondo con uffici in 98 città e accreditamento in 28 borse. Nel 1958 il nome della società divenne Merrill Lynch, Pierce, Fenner & Smith e la ditta divenne membro del Big Board del New York Stock Exchange.
Nel 1964 Merrill Lynch acquisì anche la C. J. Devine & Co, principale collocatrice dei titoli stato americani. I soci della C. J. Devine & Co. crearono il settore titoli di stato della Merrill Lynch. L'operatività sui titoli di stato portò alla Merrill Lynch la liquidità per elaborare i prodotti e fondi monetari e obbligazionari alla base della crescita della ditta negli anni Settanta e Ottanta.
Fino agli anni Settanta Merryll Lynch era considerata la ditta "cattolica" di Wall Street.
La Merrill Lynch divenne importante soprattutto in virtù della sua rete di agenzie di borsa (15.000 nel 2006) Al contrario molte ditte affermate di Wall Street, come Morgan Stanley, si appoggiavano a gruppi di brokers indipendenti per il collocamento degli strumenti finanziari che sottoscrivevano.
La società fu quotata in borsa nel 1971 e divenne una multinazionale attiva in più di trenta nazioni del mondo.

### Crisi dei mutui subprime
Nel novembre 2007, Merrill Lynch annunciò che avrebbe svalutato 8,4 miliardi di dollari (~11,9 miliardi di dollari nel 2023) di perdite associate alla crisi dei mutui subprime e licenziò E. Stanley O'Neal dal ruolo di amministratore delegato. O'Neal si era precedentemente rivolto a Wachovia per una fusione, senza previa approvazione del Consiglio, ma i colloqui si conclusero dopo il suo licenziamento. Quel mese Merrill Lynch nominò John Thain come nuovo CEO. Nei suoi primi giorni di lavoro, nel dicembre 2007, Thain apportò cambiamenti ai vertici della Merrill Lynch, annunciando che avrebbe assunto ex colleghi del New York Stock Exchange (NYSE) come Nelson Chai (nel ruolo di CFO) e Margaret D. Tutwiler (responsabile delle comunicazioni). Sempre quel mese, l'azienda annunciò la cessione della sua attività di finanza commerciale a General Electric e la vendita di azioni a Temasek Holdings, un gruppo di investimento del governo di Singapore, nel tentativo di raccogliere capitali. L'accordo raccolse più di 6 miliardi di dollari.
Nel luglio 2008, Thain annunciò perdite per il quarto trimestre di 4,9 miliardi di dollari a causa di insolvenze e cattivi investimenti nella crisi dei mutui in corso. In un anno, tra luglio 2007 e luglio 2008, Merrill Lynch perse 19,2 miliardi di dollari, ovvero 52 milioni di dollari al giorno.  Anche il prezzo delle azioni della società diminuì in quel periodo in modo significativo  tanto da costringere la vendita di hedge fund e titoli selezionati nel tentativo di ridurre la loro esposizione agli investimenti legati ai mutui. Temasek Holdings accettò di acquistare i fondi e di aumentare il suo investimento nella società di 3,4 miliardi di dollari.
L'allora procuratore generale di New York, Andrew Cuomo, nell'agosto 2008 minacciò di citare in giudizio Merrill Lynch per la sua falsa rappresentazione del rischio sui titoli garantiti da ipoteca. Merrill Lynch, che una settimana prima si era offerta di riacquistare 12 miliardi di dollari di debito a tasso d'asta, si disse sorpresa dalla causa. Tre giorni dopo, la società congelò le assunzioni e rivelò di aver addebitato quasi 30 miliardi di dollari di perdite alla sua filiale nel Regno Unito, esentandola dalle tasse in quel paese.  Il 22 agosto 2008, l'amministratore delegato John Thain raggiunse un accordo con il Segretario del Commonwealth del Massachusetts per riacquistare tutti i titoli a tasso d'asta da clienti con meno di 100 milioni di dollari in deposito presso l'azienda. Il 5 settembre 2008 Goldman Sachs declassò le azioni di Merrill Lynch a "conviction sell" e avvertì di ulteriori perdite per la società. Nel settembre 2008 Bloomberg riferì che Merrill Lynch aveva perso 51,8 miliardi di dollari (~72 miliardi di dollari nel 2023) in titoli garantiti da ipoteca nell'ambito della crisi dei mutui subprime.

### Perdite CDO
Merrill Lynch, come molte altre banche, è stata fortemente coinvolta nel mercato delle obbligazioni di debito collateralizzate (CDO) basate su mutui ipotecari nei primi anni 2000. Secondo un articolo della rivista Credit, l'ascesa di Merrill come leader del mercato dei CDO è iniziata nel 2003, quando Christopher Ricciardi portò il suo team di CDO da Credit Suisse First Boston a Merrill.
Per fornire una pronta fornitura di mutui per i CDO, Merrill acquistò nel dicembre 2006 First Franklin Financial Corp., uno dei più grandi prestatori di mutui subprime del paese. Tra il 2006 e il 2007, Merrill fu "lead underwriter" di 136 CDO per un valore di 93 miliardi di dollari. Alla fine del 2007, il valore di questi CDO stava crollando, ma Merrill ne aveva trattenuto una parte, creando miliardi di dollari di perdite per l'azienda. A metà del 2008, Merrill vendette un gruppo di CDO che una volta era stato valutato 30,6 miliardi di dollari a Lone Star Fund per 1,7 miliardi di dollari in contanti e un prestito di 5,1 miliardi di dollari.
Nell'aprile 2009, la compagnia di assicurazioni obbligazionarie MBIA citò in giudizio Merrill Lynch per frode e altre cinque violazioni, legati ai contratti di "assicurazione" credit default swap che Merrill aveva acquistato da MBIA su quattro delle obbligazioni di debito collateralizzate basate su mutui ipotecari di Merrill. Erano i CDO della "ML-Series", Broderick CDO 2, Highridge ABS CDO I, Broderick CDO 3 e Newbury Street CDO. MBIA affermò, tra le altre cose, che Merrill aveva frodato MBIA sulla qualità di questi CDO, e che stava usando la natura complicata di questi particolari CDO (CDO al quadrato e al cubo) per nascondere i problemi di cui era a conoscenza. Tuttavia, nel 2010 il giudice Bernard Fried ha respinse tutte le accuse tranne una: l'affermazione di MBIA secondo cui Merrill aveva commesso una violazione del contratto promettendo che i CDO erano degni di un rating AAA quando, sostenne, in realtà non lo erano. Quando i CDO persero valore, MBIA finì per essere in debito con Merrill di una grande quantità di denaro. Merrill contestò comunque le affermazioni di MBIA.
Nel 2009, Rabobank citò in giudizio Merrill per un CDO di nome Norma. In seguito Rabobank affermò che il suo caso contro Merrill era molto simile alle accuse di frode della SEC contro Goldman Sachs e i suoi CDO di Abacaus. Rabobank sostenne che un hedge fund chiamato Magnetar Capital aveva scelto degli asset per entrare in Norma e avrebbe scommesso contro di loro, ma che Merrill non aveva informato Rabobank di questo fatto. Invece, Rabobank dichiarò che Merrill le aveva detto che NIR Group stava selezionando gli asset. Quando il valore del CDO crollò, Rabobank rimase indebitata con Merrill di una grande quantità di denaro. Merrill contestò le argomentazioni di Rabobank; un portavoce affermò che "le due questioni non sono correlate e le affermazioni di oggi non solo sono infondate, ma non sono state incluse nella causa Rabobank intentata quasi un anno fa".

### Vendita a Bank of America
Il 14 settembre 2008 (il giorno prima che dichiarasse fallimento Lehman Brothers) la Bank of America annunciò di essere in trattative per rilevare Merrill Lynch, operazione che fu poi conclusa.
Il direttore esecutivo della Bank of America Kenneth Lewis ha successivamente testimoniato davanti al Congresso, affermando che la Bank of America subì pressioni dai regolatori federali affinché acquisisse Merrill Lynch.

## In Italia
Secondo dati AIPB in Italia Merril Lynch opera con un ufficio a Milano e, nel complesso, contando anche le attività non bancarie, con una novantina di dipendenti.
Particolarmente importante è l'attività nel settore dei crediti in sofferenza di origine bancaria. Merril Lynch, insieme a Fortress, si è resa acquirente dei crediti in sofferenza di Banca Intesa, tramite la società Il Castello. Secondo i dati di un'interrogazione parlamentare, il ramo di azienda era costituito da 600 dipendenti e i beni ceduti erano per un nominale di 9 miliardi di euro. L'operazione è poi confluita nel'Italfondiario.